# Scheepsbouw

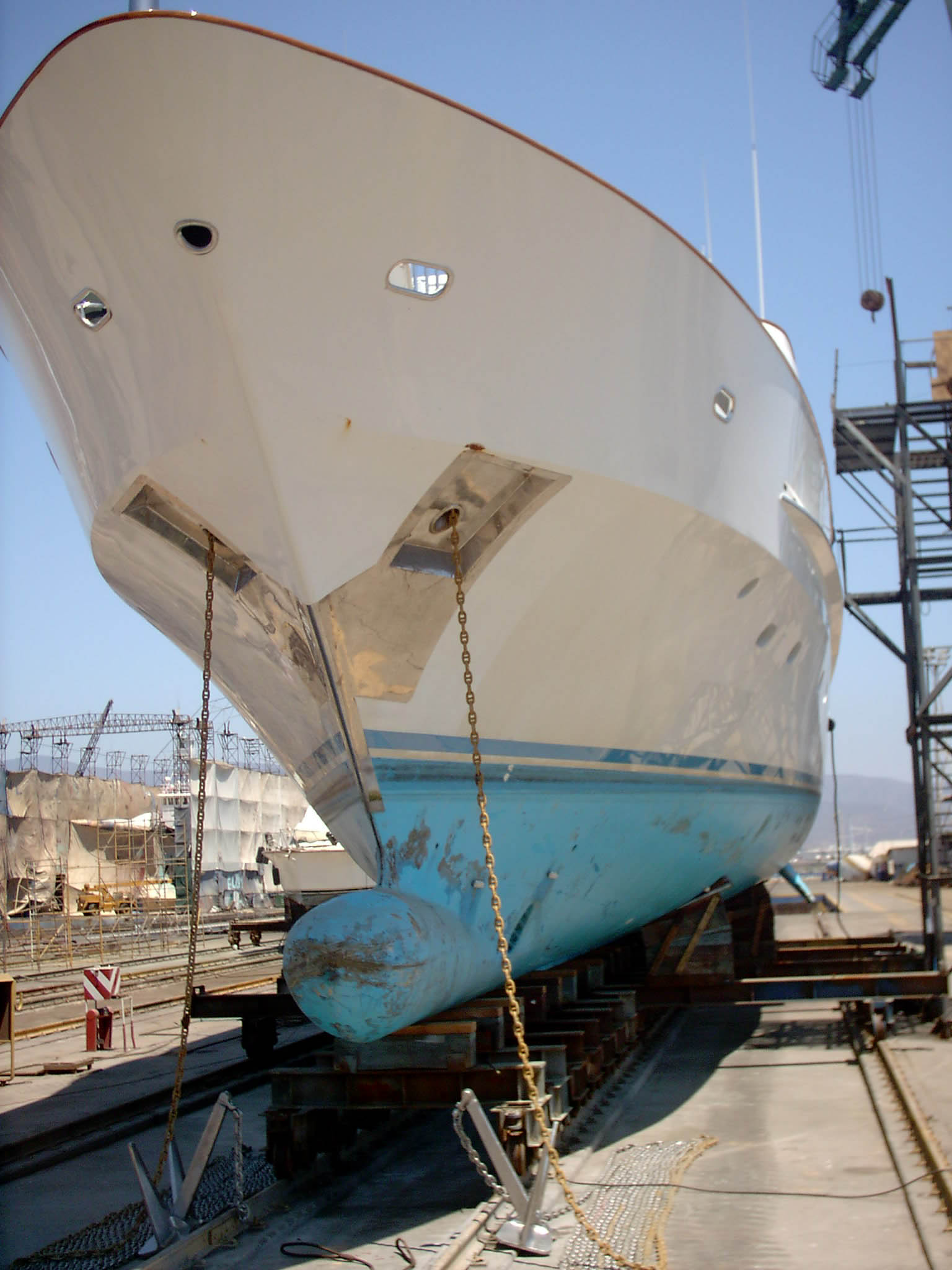
Onderhoud aan schip op werf in Mexico

Scheepsbouw is een specialisatie in de techniek waarin men zich bezighoudt met de bouw van schepen en boten. Het vindt normaal gesproken plaats in een gespecialiseerde faciliteit, genaamd een scheepswerf. De scheepsbouw behelst naast de constructie van schepen ook de reparatie ervan en het gereedmaken van schepen voor de vaart. Technici die gespecialiseerd zijn in de scheepsbouw volgen een gespecialiseerde opleiding. Het is een zeer oud ambacht, waarvan de wortels vermoedelijk vóór de geregistreerde geschiedenis liggen.

## Geschiedenis
Bewijsmateriaal uit het Oude Egypte toont aan dat de oude Egyptenaren al wisten hoe planken van hout in een waterdichte "schil" te assembleren. De schepen van de Achttiende Dynastie waren ongeveer 25 meter lang en hadden één enkele mast. In een werf werd één enkel vierkant zeil aan de mast bevestigd met een extra langsligger langs de onderkant van het zeil. Dergelijke schepen konden ook met roeiriemen worden voortbewogen.
De schepen uit Fenicië hadden waarschijnlijk een gelijkaardig ontwerp. De oude Grieken en waarschijnlijk andere volkeren introduceerden het gebruik van meerdere linies roeispanen voor extra snelheid. De schepen werden lichter gebouwd, voor snelheid en zodat zij aan wal konden worden gedragen.
De Vikingen ontwikkelden zogenaamde Vikingschepen. In de Middeleeuwen kwamen ovaalvormige schepen steeds meer voor, met een zware boog aan beide uiteinden.
De introductie van kanonnen op schepen zorgde ervoor dat er hogere eisen gesteld werden aan de stabiliteit van schepen, evenals technieken om het interne frame te versterken. Dit soort overwegingen leidden er samen met de vraag naar schepen die geschikt waren om veilig op de open oceaan te varen toe dat het ontwerp en bouwpraktijk werden gedocumenteerd. Toch veranderden de bouwtechnieken zeer mondjesmaat.
Tot in de 19e eeuw werden schepen van hout gemaakt. IJzer werd geleidelijk aan steeds meer toegepast in de schipbouw, aanvankelijk in kleine objecten die grotere sterkte vergden. In 1843 kwam het eerste radicale nieuwe ontwerp, waarbij het schip volledig gebouwd was van ijzer, de Great Britain. Men gebruikte langsliggers voor sterkte en waterdichte schotten om meerdere waterdichte compartimenten te vormen. Ondanks het succes werden ook daarna nog de meeste schepen vervaardigd uit houten planken, weliswaar gelegd over een ijzeren frame. Staal verdrong ijzer op de markt tegen het einde van de 19e eeuw. De ijzeren- of stalen platen werden aanvankelijk met klinknagels aan elkaar verbonden. Tijdens de Tweede Wereldoorlog werd het lassen van de platen in de schipbouw gemeengoed. Bij het lassen was minder plaatmateriaal nodig, de bouw ging vlugger en het was sneller te leren dan het klinken. Hout (vooral teak) blijft populiar voor het afwerken van de dekken, vooral bij cruiseschepen, maar kunststofsystemen zijn een steeds vaker gebruikt alternatief.
In de 18e eeuw werd de stoommachine een geduchte concurrent van het zeil als voortstuwing. Wind was gratis en de stoommachine en de steenkool, als brandstof, nam veel plaats in aan boord. Het voordeel van de stoommachine was dat schepen beter op tijd voeren waardoor ze beter in het tijdschema van de reder pasten. Omstreeks 1850 hadden de stoomschepen zich ruimschoots bewezen en nam het gebruik van zeil in de scheepvaart af. De klipper, een snel zeilschip met een scherpe boeg en een of meer masten, dat eind 19e eeuw en begin 20e eeuw in gebruik kwam, was de laatste poging om met de stoommachine te concurreren. 
Rond de Eerste Wereldoorlog kreeg de compound-stoommachine concurrentie van de stoomturbine. Deze had minder bewegende onderdelen, was betrouwbaarder in gebruik en vergde minder onderhoud. Tegenwoordig zijn de meeste schepen uitgerust met dieselmotoren, soms met dieselelektrische aandrijving.
In de moderne scheepsbouw wordt steeds meer gebruikgemaakt van voorgefabriceerde onderdelen.

## Economie
De bouw van nieuwe schepen vertoont duidelijke structurele verschuiving en is tegelijk onderhevig aan een uitgesproken conjuncturele cyclus.

### De structurele verschuivingen
De structurele verschuiving op langere termijn, vanaf halverwege de twintigste eeuw tot nu, vertoont het dubbele effect van een sterke toename van het brutotonnage aan nieuwe schepen dat op de markt wordt gebracht als gevolg van de toename van de wereldhandel en de toenemende mondialisering in die periode, en een geografische verschuiving in de productiecapaciteit door een toenemende liberalisering van de markt voor nieuwe schepen.
Vanaf 1970 tot en met 2015 is het transport van lading over zee gemiddeld met 3% per jaar gestegen. In het begin van deze periode was olie de belangrijkste lading, maar het aandeel is gedaald ten gunste van droge bulkgoederen en containers. In 2015 werd voor het eerst meer dan 10 miljard ton lading met zeeschepen vervoerd.
| Jaar | Olie en gas | Belangrijke bulkgoederen | Overig, inclusief containers | Totaal transport over zee | Gemiddelde groeivoet per jaar |
| ---- | ----------- | ------------------------ | ---------------------------- | ------------------------- | ----------------------------- |
| 1970 | 1440        | 448                      | 717                          | 2605                      |                               |
| 1980 | 1871        | 608                      | 1225                         | 3704                      | 3,6%                          |
| 1990 | 1755        | 988                      | 1265                         | 4008                      | 0,8%                          |
| 2000 | 2163        | 1295                     | 2526                         | 5984                      | 4,1%                          |
| 2005 | 2422        | 1709                     | 2978                         | 7109                      | 3,5%                          |
| 2010 | 2772        | 2985                     | 3302                         | 9059                      | 5,0%                          |
| 2015 | 2932        | 3121                     | 3971                         | 10023                     | 2,0%                          |

In de negentiende en begin twintigste eeuw vond scheepsbouw vooral plaats in landen die ook een grote vloot hadden. Het was een nationale industrie gebaseerd op lokale behoeften. Het Verenigd Koninkrijk had verreweg het grootste marktaandeel met zo'n 60% in de wereldwijde markt voor nieuwe schepen, voornamelijk doordat zij voor hun koloniale handel een grote vlootcapaciteit nodig hadden en reders voornamelijk bij nationale scheepswerven hun schepen lieten bouwen. Zij bleven dit overwicht houden tot aan de jaren 1960. Tijdens deze periode waren er twee onderbrekingen voor beide wereldoorlogen waarbij de Verenigde Staten met hun oorlogsindustrie tijdelijk het grootste marktaandeel hadden. In de Tweede Wereldoorlog werden in hoog tempo nieuwe werven bijgebouwd en liepen duizenden Liberty en Victory schepen van stapel. Opmerkelijk, omdat de scheepvaartindustrie daarbuiten te verwaarlozen is geweest, waarschijnlijk alleen overeind gehouden door de Jones Act.
Na de Tweede Wereldoorlog begon de eerste structurele verschuiving. Eerst door Europese werven waar men nieuwe technologieën ging gebruiken in de scheepsbouw. Hun concurrentievoordeel vloeide voort uit de toepassing van modern management en automatisering van het productieproces waardoor zij een hogere productiviteit verkregen. De overwaardering van het Britse pond als gevolg van de ontdekking en export van aardolie en aardgas uit de Noordzee versterkte deze trend van industriële productieverschuiving vanuit het Verenigd Koninkrijk.
Een tweede structurele verschuiving vond vanaf de jaren 1950 plaats toen Japan explosief groeide om in 1969 een marktaandeel van 50% te bereiken, geholpen door de Japanse overheid die via de Japanse Ontwikkelingsbank met shikumisen-contracten in de financiering van in Japan gebouwde schepen voorzag. In de jaren 1980 sloot Zuid-Korea zich daarbij vanuit het niets aan om uit te groeien tot de grootste scheepsbouwer ter wereld, ook hier met een sterke overheidsinvloed. Deze landen werden aantrekkelijk door de toenemende liberalisering van de markt voor nieuwe schepen. Bovendien profiteerden ze van de steun die de nationale overheid bood via industriële politiek, zoals planmatige financiering, stimulering van nieuwe technologieën en subsidies. Met deze twee landen was Azië het scheepsbouwcentrum van de wereld geworden, iets wat alleen maar versterkt werd door de opkomst van de Volksrepubliek China vanaf de jaren 1990.
In 2016 was Zuid-Korea het grootste scheepsbouwland ter wereld met een wereldmarktaandeel van 38% gemeten in brutotonnen. Japan is afgezakt naar de derde plaats met een aandeel van 20%. China was in 2016 na Zuid-Korea de grootste scheepsbouwer ter wereld. Deze drie landen bouwden samen 90% van alle schepen wereldwijd. Zuid-Korea heeft zich toegelegd op de bouw van relatief gecompliceerde schepen zoals tankers en containerschepen. Europa is tegenwoordig vooral gespecialiseerd in de bouw van cruiseschepen.
Vanwege de toename van de wereldhandel werden in 1960 zo'n 8 miljard brutoton aan nieuwe schepen gebouwd, dit was in 2005 gestegen naar 44 miljard brutoton en in 2016 was dit verder toegenomen tot 66 miljard brutoton.
| Scheepstype       | China | Japan | Zuid-Korea | Overige landen | Totaal |
| ----------------- | ----- | ----- | ---------- | -------------- | ------ |
| Olietankers       | 4407  | 1094  | 10500      | 917            | 16.918 |
| Droge bulkschepen | 12346 | 9418  | 2940       | 1231           | 25.935 |
| Containerschepen  | 2231  | 599   | 5541       | 1092           | 9.463  |
| Gastankers        | 553   | 759   | 4887       | 102            | 6.301  |
| Overig            | 2642  | 1479  | 1398       | 2121           | 7.640  |
| Totaal            | 22179 | 13349 | 25266      | 5463           | 66.257 |

### De conjuncturele ontwikkelingen
De bovenstaande ontwikkeling loopt parallel aan de structurele verschuivingen en is een terugkerende cyclus doordat de vraag naar nieuwe zeeschepen een afgeleide vraag is, voortvloeiend uit wijzigingen in de behoefte aan zeetransportcapaciteit, door de lange productietijden en door de sterke prijsschommelingen voor nieuwe schepen.
De vraag naar schepen en dus de productie ervan is een afgeleide van vraag naar transport. De expansie en inkrimpingen zijn het gevolg van de behoefte aan tonnage en de veranderingen in capaciteit van het zeevervoer. Een marginale toename of inkrimping in de wereldhandel, en dus in de capaciteit van zeevervoer heeft een zeer sterk afgeleid effect op de vraag naar nieuwe zeeschepen, die daardoor met een veelvoud kan stijgen of dalen.
De schepen hebben een lange productietijd en daardoor is het een achterlopende indicator. Op het moment dat de vraag toeneemt in de wereldhandel worden investeringsbeslissingen in nieuwe schepen ingeleid maar tegen dat deze dan geleverd kunnen worden is de vraag mogelijk alweer gekrompen waardoor men tijdelijk een overcapaciteit heeft. Hierdoor ontstaan er langere cycli met telkens grotere volatiliteit.
In de onderstaande tabel wordt deze conjuncturele ontwikkeling geïllustreerd. Van het begin van deze eeuw tot 2008 was er een hoge economische groei. Vanaf 2002 werden ieder jaar meer opdrachten verstrekt en in 2007 werd een piek bereikt, er werden nauwelijks schepen voor de sloop aangeboden. De kredietcrisis leidde tot een economische teruggang waardoor reders in financiële problemen raakten en minder nieuwbouworders plaatsten. Ook werden meer schepen gesloopt om het aanbod van scheepsruimte te reduceren. De werven hadden nog volle orderboeken en de afleveringen bleven oplopen tot in 2011 de piek werd bereikt. De toevoegingen aan de vloot werden deels tenietgedaan door veel sloopactiviteiten die een jaar later een hoogtepunt bereikten. Het orderboek bleef teruglopen al was er een tijdelijk opleving door veel nieuwe opdrachten in 2013.
| Jaar | Nieuwe opdrachten | Orderboek (einde jaar) | Afleveringen | Afleveringen (aantal schepen) | Gesloopt |
| ---- | ----------------- | ---------------------- | ------------ | ----------------------------- | -------- |
| 2007 | 169.600           | 329.732                | 57.320       |                               | 4.290    |
| 2008 | 88.000            | 368.070                | 67.690       | 3242                          | 8.368    |
| 2009 | 33.600            | 300.511                | 77.073       | 3554                          | 25.533   |
| 2010 | 82.400            | 261.016                | 96.433       | 3748                          | 19.513   |
| 2011 | 56.800            | 216.967                | 101.845      | 3670                          | 25.699   |
| 2012 | 38.400            | 160.368                | 95.575       | 3696                          | 37.545   |
| 2013 | 103.200           | 182.863                | 70.480       | 3089                          | 30.115   |
| 2014 | 81.600            | 197.389                | 64.618       | 2963                          | 23.001   |
| 2015 | 77.200            | 201.397                | 67.566       | 2870                          | 22.058   |
| 2016 | 18.800            | 152.027                | 66.422       | 2543                          | 28.600   |
| 2017 | 43.200            | 143.694                | 65.771       | 2424                          | 21.425   |
| 2018 | 51.430            | 150.973                | 57.811       | 2361                          |          |

Tijdens deze cycli gaan de prijzen ook enorm schommelen, met mogelijk verdubbelingen of halveringen van de prijzen voor nieuwe schepen. Dit ligt aan de capaciteitsbeperking van scheepswerven. Als deze capaciteit volledig is benut, kan men vraag en aanbod enkel nog in evenwicht brengen door middel van prijsstijgingen. Wanneer er zich dan weer een inkrimping voordoet gaan de meeste scheepsbouwers zelfs beneden hun kostprijs werken om de orderboeken gevuld te houden. De aanbodcurve is elastisch tot aan de productiehoeveelheid die overeenstemt met de mondiale capaciteit van scheepswerven en wordt daarna zeer inelastisch.